# Thomas FitzGerald (7e comte de Desmond)
Pour les articles homonymes, voir Thomas FitzGerald et FitzGerald.
Thomas FitzJames FitzGerald, né en 1426 et exécuté par décapitation le 15 février 1468, 7e comte de Desmond, surnommé « Thomas de Drogheda », mais aussi connu comme le « Grand Comte », est le fils de James FitzGerald, 6e comte de Desmond, et de Mary de Burgh. Il est Lord Deputy d'Irlande au nom de Georges Plantagenêt, 1er duc de Clarence, de 1463 jusqu'à sa mort, et fonde en 1464 le Collège de Youghal.
En 1462, Desmond est également victorieux dans la bataille de Piltown, qui oppose les FitzGerald de Desmond contre les Butlers d'Ormond. Piltown est la seule bataille de la guerre des Deux-Roses à avoir eu lieu en Irlande. Par la suite, accusé par ses ennemis politiques de trahison lors du Parlement d'Irlande tenu à Drogheda en 1468, Thomas FitzGerald est condamné à mort et exécuté, une décision qui se révèle alors grandement impopulaire en Irlande.
Plusieurs historiens modernes saluent Desmond comme un homme attrayant et savant. D'ailleurs, il est considéré comme « un magnat de la Renaissance avec une teinte irlandaise ». D'après l'historienne Eleanor Hull, Desmond, en jeune et sage seigneur, instruit du latin, de l'anglais et des anciens écrits en gaélique, a réuni une grande intelligence politique. Reconnu comme cultivé et tempéré, il a gouverné l'Irlande avec patriotisme.

## Biographie

### Enfance en Angleterre

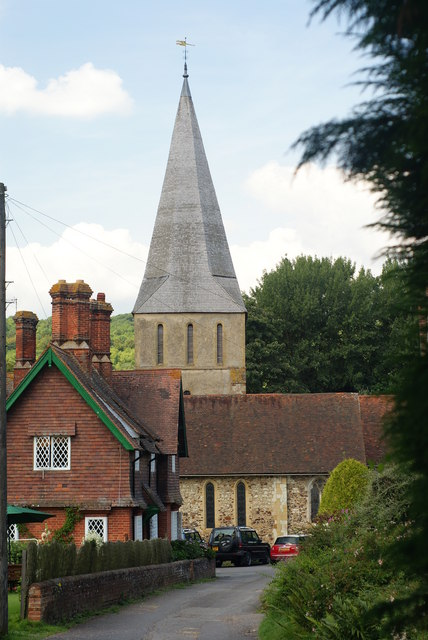
Le manoir de Shere, dans le Surrey, où Thomas réside pendant son enfance.

Thomas FitzJames FitzGerald, né en 1426, est le fils aîné de James FitzGerald, 6e comte de Desmond, et de Mary de Burgh. Il a un frère et deux sœurs : Gerald FitzGerald, baron de Decies qui se marie avec Margaret Burke, fille de Clanricarde ; Joan Fitzgerald, mariée à Thomas FitzGerald, 7e comte de Kildare ; Honora FitzGerald, mariée à Thomas FitzMaurice, 8e baron de Kerry. Trois ans plus tard, le 10 mai 1429, à la cathédrale de la Sainte-Trinité de Waterford, Thomas FitzGerald et Anne Butler, la plus jeune fille de James Butler, 4e comte d'Ormond, se fiancent alors qu'ils ont à peine trois ans. Le contrat de mariage est signé entre les comtes d'Ormond et de Desmond. Ormond s'engage à donner à sa fille et à son futur gendre la baronnie d'Inchecoyne et la ville de Youghal, à l'exception des loyers de l'Église. Dans le cas où Thomas viendrait à mourir prématurément, le comte de Desmond fournirait un autre fils à Anne Butler et, si Anne mourrait la première, le comte d'Ormond fournirait une autre fille afin de demeurer allié avec Desmond. En gage de sa fidélité, le comte de Desmond envoie vers 1431 son fils, alors âgé d'environ cinq ans, à la résidence campagnarde d'Ormond située à Shere, dans le Surrey. Le comte d'Ormond devient alors le tuteur de Thomas. 

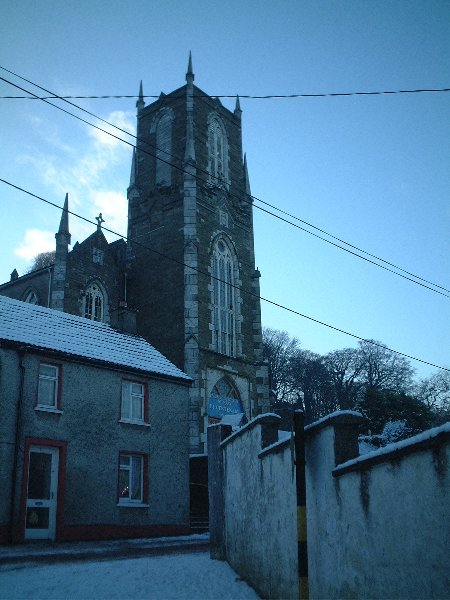
Le collège de Sainte-Marie, à Youghal.

En Angleterre, le jeune garçon y est éduqué selon les usages anglais. Il est fort possible que Thomas ait vécu en la compagnie de la nouvelle comtesse d'Ormond, Élisabeth FitzGerald, veuve de John Grey, 2e baron Grey de Codnor. Élisabeth épouse le comte d'Ormond entre 1430 et 1435, au moment où le jeune Thomas vient séjourner chez les Butler. Hélas, sa jeune fiancée Anne Butler décède le 4 janvier 1435, et son enterrement se déroule peu après à Shere. Malgré ce revers de fortune pour son tuteur, Thomas FitzGerald demeure sûrement en Angleterre jusqu'à sa majorité et revient vraisemblablement en Irlande à la fin des années 1440. Son séjour en Angleterre laisse à Thomas FitzGerald un goût prononcé pour l'enseignement, qu'il cherche à promouvoir en Irlande. Après 1462, le comte de Desmond s'efforce de créer une université à Drogheda ; celle de Trinity College à Dublin ne sera pas fondée avant 1592, sous le règne d'Élisabeth Ire. Lors de son séjour en Angleterre, il a peut-être pu visiter l'Université d'Oxford et en rencontrer le doyen pour discuter de la procédure pour aboutir à son projet. Il semblerait que les plans et l'emplacement du site où il espérait voir son université s'ouvrir un jour aient été inspirés d'Oxford. Le 27 décembre 1465, Thomas FitzGerald fonde par ailleurs le Collège de Notre-Dame de Youghal dans le but de former des séminaristes. L'institution est servie par un directeur et un personnel, composé de huit boursiers et huit choristes.

### Vainqueur de la bataille de Piltown et Lord Deputy d'Irlande
Avec l'avènement du roi Édouard IV sur le trône d'Angleterre à la suite de la victoire de la Maison d'York à la bataille de Towton le 29 mars 1461, les FitzGerald deviennent l'une des familles les plus influentes d'Irlande. Au cours du règne d'Édouard, puis de celui de son frère Richard III, les comtes de Desmond et de Kildare se partagent le pouvoir presque sans interruption. Le 1er mai 1461, James Butler, 5e comte d'Ormond, est décapité à Newcastle à la suite de la défaite des Lancastre à Towton. Édouard proscrit Butler dans un premier temps et confisque donc ses terres. Afin de revendiquer les domaines de son défunt frère, John Butler et son neveu, Edmund MacRichard Butler de Paulstown, voguent jusqu'à Waterford, le 30 janvier 1462. Sur place, ils capturent Gerald FitzGerald, baron de Decies et frère de Desmond, puis l'emprisonnent. Apprenant la nouvelle, Thomas de Desmond rallie ses hommes et chevauche jusqu'à la vallée de Suir. Les armées de Desmond et de Butler s'affrontent dans une sanglante bataille à l'emplacement de l'actuel village de Piltown, puis se déplacent en direction sud, à Tybroughney, pour s'achever dans un bain de sang à Ardclone. Les Butler sont défaits. Le nombre de tués s'élève à plus de 400 victimes. Le folklore local prétend que la bataille a été si violente qu'une rivière rouge sang a parcouru la vallée, d'où les noms de Pill River ou de Piltown (Baile an Phuill en irlandais, « ville du sang »). Edmund Butler est fait prisonnier par Desmond. Il obtient sa libération contre la rançon d'un inestimable livre : le Psautier de Cashel, une copie d'une œuvre de Cormac mac Cuilennáin, roi-évêque de Cashel, qui contient des généalogies, le Calendrier d'Aengus et le Glossaire de Cormac, premier dictionnaire comparatif écrit en Europe. Quant à John Butler, il tente durant plusieurs années de recouvrir son héritage, bien que ses châteaux soient capturés par les FitzGerald.

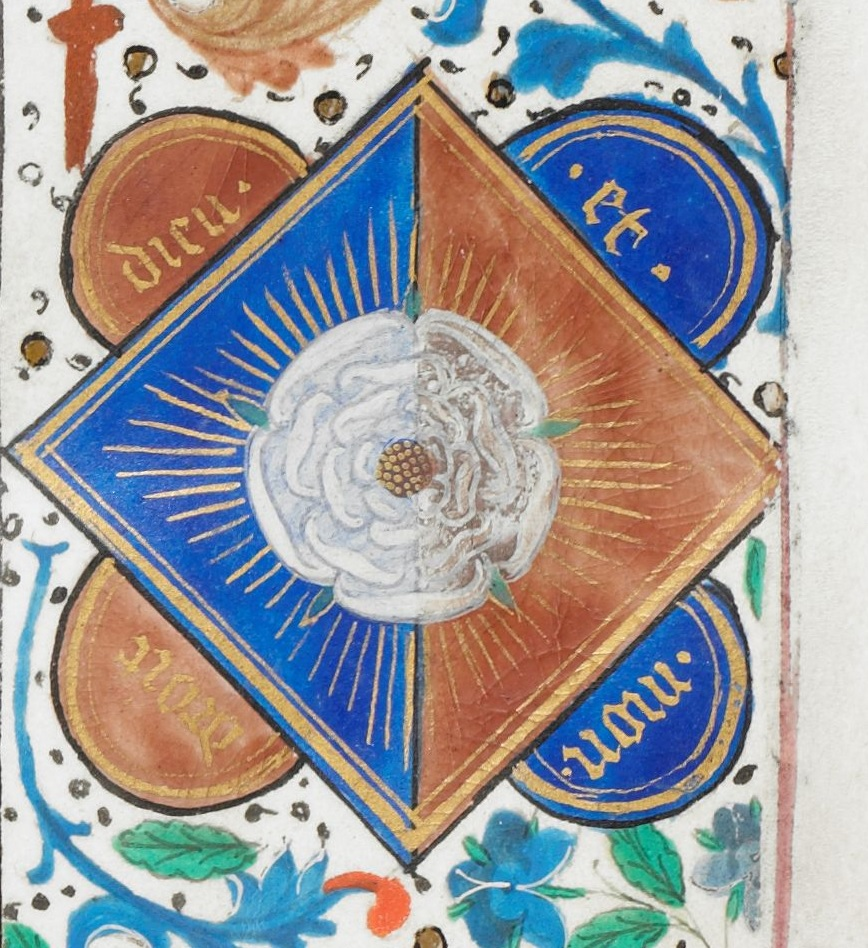
La rose blanche de la Maison d'York.

Le père de Thomas, James FitzGerald, avait été le parrain de Georges Plantagenêt, futur duc de Clarence, troisième fils de Richard Plantagenêt, duc d'York, et frère d'Édouard IV. Lorsque le duc d'York et son deuxième fils Edmond, duc de Rutland, s'étaient réfugiés en octobre 1459 en Irlande après leur déroute à Ludford Bridge, le 6e comte de Desmond avait aidé et secouru Richard. Lorsque James FitzGerald meurt en 1462, son fils et successeur, à son tour, jouit de la faveur royale. Il reçoit des récompenses pour sa fidélité et son service au père du roi. Le 2 août 1462, Édouard IV accorde pour la vie au comte de Desmond, pour son bon service au roi et le père du roi, l'office de gardien de Connaught et toutes les autres seigneuries appartenant au comté de March en Irlande, pour un revenu annuel de 100 marcs sur les revenus du comté de Meath. Le 15 avril 1463, par la suite, Desmond se voit confirmer sa nomination en tant que Lord Deputy d'Irlande pour succéder à William Sherwood, évêque de Meath. Durant son office, Desmond s'emploie à une intense activité ; il construit des châteaux pour défendre les garnisons du Pale et les passes du comté d'Offaly. Dans un grand esprit de nationalisme, il travaille ardemment à l'unification entre les Anglo-Irlandais et les Irlandais natifs afin d'harmoniser l'Irlande et susciter l'esprit national irlandais. D'ailleurs, pour parvenir à ses fins, il restreint les ordres contre la traite avec les Irlandais, malgré les interdictions adoptées dans le Parlement irlandais ; il applique une justice impartiale et manifeste de l'humanité à tous, sans distinction.

### Querelle avec l'évêque de Meath et défiance d'Édouard IV

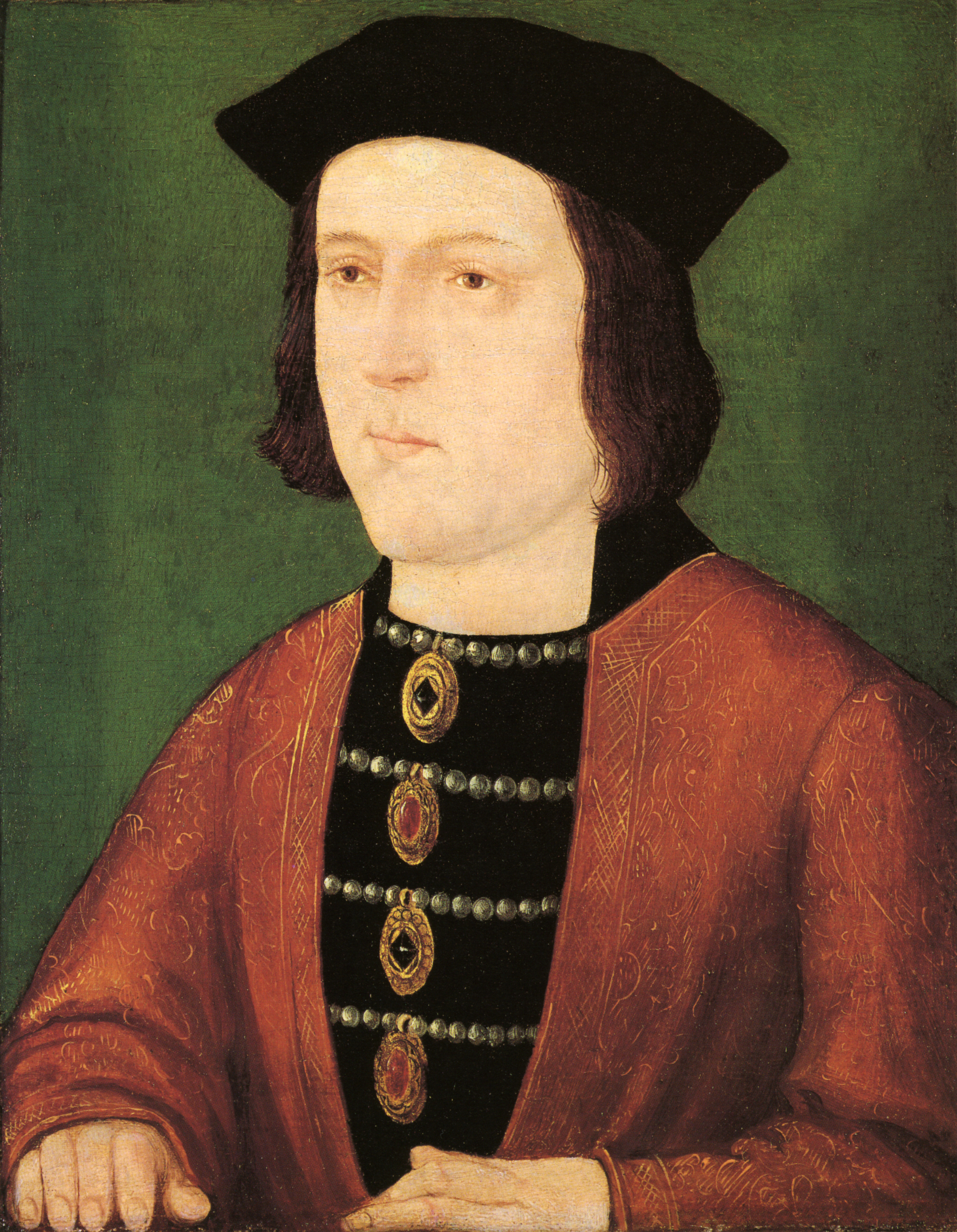
Édouard IV d'Angleterre par un artiste inconnu, vers 1540.

En 1461, le nouveau roi Édouard IV interdit l'application de la « Coign and livery (en) » sur ses terres irlandaises : il s'agit d'un divertissement que les chefs irlandais peuvent exiger de leurs subordonnés. Dans son comté, Desmond réapplique pourtant ce droit, son père ayant cessé de l'appliquer lorsqu'il est devenu comte de Desmond. Après la nomination de Desmond en tant que Lord Deputy, l'évêque de Meath s'avère son ennemi le plus acharné. En effet, l'évêque exploite l'avantage du mécontentement de certains Anglais et mène une opposition contre le mandat de Desmond. Parmi ces opposants figure James Dokeray, marchand de Drogheda. En 1463, ce marchand va à Londres et accuse Desmond de violer le droit anglais en appliquant les coutumes traditionnelles irlandaises, les imposant aux sujets anglais à Meath, telle la « Coign and livery ». Il juge Desmond « conseillé, dirigé et gouverné par les grands traîtres et des rebelles du roi » ; lesdites accusations n'améliorent guère son image lorsque les O'Donnell, Mac William Burke et d'autres d'Irlandais, ainsi que des Anglais d'Irlande, se rendent à Dublin pour rencontrer Desmond et entrer dans une ligue d'amitié et de fidélité avec lui. En retour, l'année suivante, Desmond accuse l'évêque d'avoir fomenté l'assassinat de certains de ses serviteurs, comme les Annales du Royaume d'Irlande le confirment : « 1464. Neuf des gens du Seigneur Justice ont été tués dans Fingal, à l'instigation de l'évêque de Meath; et, dès lors, le juge en chef, l'évêque, et Preston, plaidèrent au roi d'Angleterre pour porter plainte l'un contre l'autre. » Pour préparer sa défense, le Parlement d'Irlande commande des lettres de recommandation en la faveur de Desmond et de son travail dans le Pale. Le tout est transmis au conseil du Roi, dont son chancelier George Neville et son trésorier Edmond Grey. Le comte de Desmond et l'évêque de Meath se rendent en Angleterre pour plaider leur affaire respective devant Édouard IV et ses conseillers. Après avoir entendu les différents points de vue de l'affaire, Édouard IV soutient Desmond. Il l'acquitte de toutes les accusations et allégations portées contre lui. D'ailleurs, Édouard renvoie le comte de Desmond avec maints cadeaux et son entière confiance et lui accorde aussi les honneurs de steward d'Ulster et de Connaught ainsi que l'octroi de quelques châteaux dans le Meath.
À l'époque où Desmond est à la cour anglaise, le puissant Richard Neville, 16e comte de Warwick, propose au roi de se marier avec Bonne de Savoie, belle-sœur du roi de France Louis XI. Le roi Édouard avoue à Warwick en septembre 1464 être le mari d'Élisabeth Woodville depuis plusieurs mois. Après la violente réaction de Warwick, le roi découvre avec mécontentement que son mariage ne sera pas aussi facilement accepté par ses barons qu'il l'avait imaginé. Édouard tient l'opinion de Desmond en haute estime. Dans un entretien privé, le roi demande à Desmond de s'exprimer au sujet de son mariage avec la reine Élisabeth. Le comte, non sans réticence, l'informe qu'en contractant mariage avec Élisabeth Woodville, veuve du lancastrien John Grey, le roi Édouard commet une mésalliance. La reine Élisabeth est de naissance trop basse pour un roi mais trop élevée pour être sa maîtresse. Desmond lui conseille de divorcer afin d'épouser une princesse de sang pour créer une alliance majeure avec un pays étranger. Immédiatement, Desmond retourne en Irlande en faveur du roi. Probablement quelques années plus tard, à la suite d'un revers militaire contre les O'Connor de Faly, Desmond et son beau-frère, Kildare, sont soupçonnés par le roi de promouvoir l'avis de Warwick. Desmond a alors des liens spécifiques avec les Neville grâce à la comtesse de Warwick Anne de Beauchamp, qui est sa petite cousine au deuxième degré. Cela constitue une bonne raison pour Édouard IV de retirer toute sa confiance à Desmond.

### Dissension au pouvoir

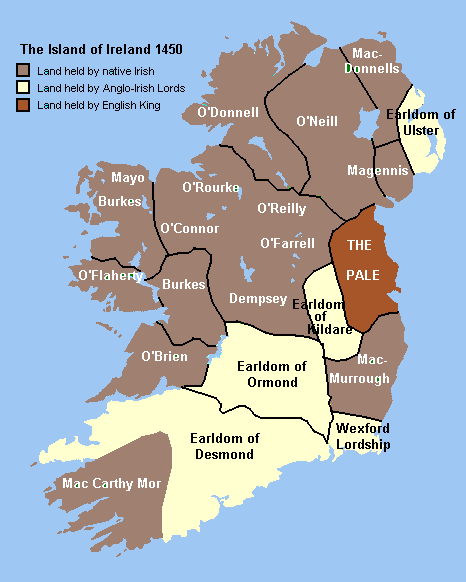
L'Irlande médiévale au XVe siècle.

Dès l'invasion normande de l'Irlande, en 1169, les nobles normands ont adopté les coutumes gaéliques, dont le port du vêtement gaélique et la barbe afin de s'intégrer plus facilement à la société locale, si bien que l'irlandais inspire à Gerald FitzGerald, 3e comte de Desmond, de magnifiques poèmes du fin'amor. À l'époque, donc, la culture dite anglaise recule au profit de la culture irlandaise. Lionel d'Anvers, Lord lieutenant d'Irlande de 1361 à 1368, promulgue les Statuts de Kilkenny dans le but d'éradiquer la culture gaélique de la colonie anglaise. Cette série de trente-cinq articles qui interdisent le commerce et le mariage entre les Anglo-Irlandais et les Irlandais natifs n'a été toutefois que rarement appliquée. C'est donc en désespoir de cause qu'en 1465 le Parlement irlandais adopte une nouvelle loi. Tout Irlandais natif qui habite dans le Pale devra s'habiller et se raser comme les Anglais ; il abandonnera son nom de famille irlandais au profit d'un nom plus anglais qui se référera à certaines villes, telles Trim, Sutton ou bien Cork, ou emploiera sinon le nom d'une couleur comme Black, Brown ou encore de quelque appelant, comme Smith ou Carpenter, sous peine de déchéance de ses biens. Une autre mesure plus espiègle interdit les navires de pêche dans les mers, car les cotisations font fortement prospérer le peuple irlandais.
D'autre part, de nombreuses garnisons forment une ligne de défense à l'encontre des Irlandais natifs. Mais le contrôle du Pale s'avère un rude exercice. Les maraudeurs vont et viennent à leur guise : les crimes sont fréquents. La pire des adoptions entre toutes rend licite la décapitation de tout voleur en cours de larcin ou à venir dans n'importe quel endroit de l'Irlande, sauf si un Anglais mène les maraudeurs. Celui qui fait passer à trépas le larron ramènera alors sa tête au maire de la ville la plus proche afin d'être bien récompensé. Dès lors, toute personne mal intentionnée peut tuer le premier Irlandais qu'elle rencontre, prétendre qu'il était un voleur et faire alors bonne recette avec sa mort, bien que la volonté des législateurs soit dictée par une tentative désespérée de traquer les maraudeurs qui pullulent à cette époque dans tout le Pale. Malgré ces mesures choquantes et grâce à ses victoires et son charisme, Desmond jouit de toute la popularité qu'un homme puisse espérer et mâte les O'Donnell lors d'une bataille qui le gratifie de bien d'éloges. Son gouvernement, pourtant éclairé et impartial, n'obtient pas le soutien de tous les Anglo-Irlandais et ce, à cause de l'hostilité cachée de Sherwood. Au début d'année 1466, les sept clans Cu Corb Ui Failghe ravagent le Pale sans que Desmond ne puisse les empêcher. Ces hommes d'Offaly dévastent le pays de Tara à Naas ; de leur côté, les hommes de Breffni et d'Oriel s'adonnent à des actes similaires dans la région de Meath. Lors d'une bataille, Desmond connaît une cuisante défaite dans sa lutte ouverte contre Teague O'Connor de Faly. Ce dernier le fait prisonnier et l'enferme dans le château de Carbury, pris en 1450 à Christopher Preston, 3e baron de Gormanston. En peu de temps, par amour pour lui, les gens de Dublin se rallient et libèrent Desmond avec tous ses compagnons. À l'annonce de cette débâcle, Édouard IV le remplace par John Tiptoft, 1er comte de Worcester.

### Capture et exécution
Dès son retour de voyage en Italie en 1461, John Tiptoft, comte de Worcester, a commencé une brillante carrière en tant que redoutable agent de son souverain. Édouard IV aurait été très impressionné par ses qualités, empreintes de fermeté et d'intégrité. De sa foi en l'État et son dévouement à la cause de la Maison d'York, Tiptoft gère n'importe quel problème, même difficile. En effet, il s'avère au cours du règne d'Édouard IV tout à fait impitoyable et applique les plus rigoureuses des sanctions. On raconte ainsi que Tiptoft pleure plus volontiers la perte d'un livre que la chute d'une tête. En mai 1467, Édouard nomme donc Tiptoft en tant que nouveau seigneur adjoint de l'Irlande, et, en septembre, ce dernier vogue pour l'Irlande. Nul dans le Pale n'ignore sa réputation bien établie de « Boucher d'Angleterre ». D'abord, d'un ton conciliant, il coopère avec le comte de Kildare et d'autres seigneurs anglo-irlandais. Le Parlement débute à Dublin en décembre, la séance se déroule pacifiquement. Cependant, après la retraite de Noël, le ton change : la session du Parlement déménage à Drogheda, au cœur de l'opposition au comte de Desmond. Lorsque le Parlement commence la séance, le 4 février 1468, Tiptoft déclare la proscription des comtes de Desmond et de Kildare ainsi que le sénéchal de Meath, Edward Plunket. L'accusation publique parle de trahisons et de crimes horribles commis par les accusés tels que l'alliance, le fosterage et le commerce de chevaux, d'armures et de soutien avec les Irlandais contre les fidèles sujets du roi. Une accusation plus grave encore surgit : à l'époque où Desmond a reçu les O'Donnell et les Mac Richard Burke à Dublin, Roland Fitz-Eustace aurait exhorté FitzGerald à se faire couronner roi d'Irlande. 

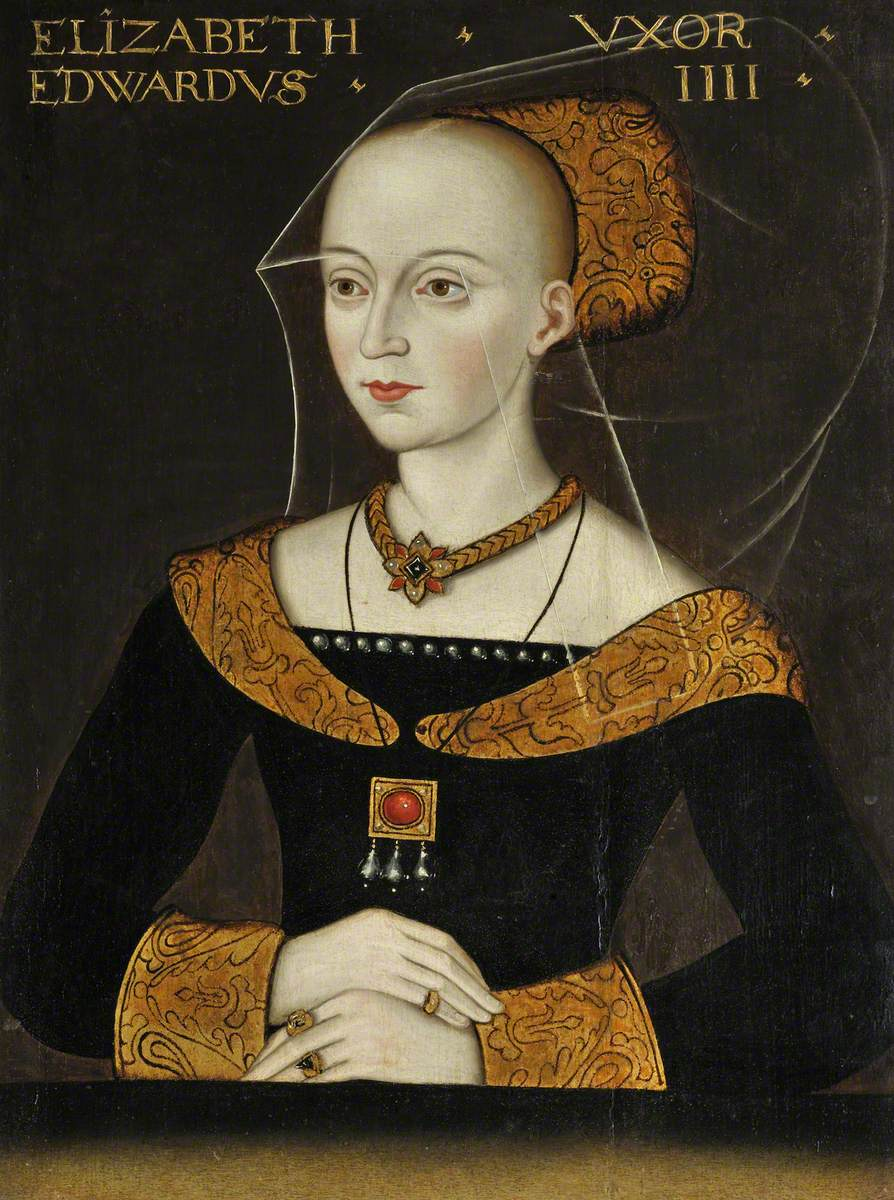
Élisabeth Woodville, vers 1471.

Le 15 février, les archers de Tiptoft arrachent Desmond du monastère dominicain de Drogheda où il s'est réfugié pour être sommairement exécuté, ce qui choque profondément l'ensemble de l'Irlande. Alors qu'Edward Plunket est invectivé et maltraité dans la rue, le comte de Kildare s'enfuit pour l'Angleterre afin de plaider sa cause ainsi que celle de Desmond. « Calendes de janvier du 6e féria, [4e jour de la lune,] A.D- 1468. Un grand acte a été fait à Droiched-atha [Drogheda] cette année : à savoir, le comte de Desmond, nommé, Thomas, fils de James, fils du comte Gerald, a été décapité. Et les savants rapportent qu'il n'y avait jamais eu en Irlande un jeune étranger qui était mieux que lui. Et il a été tué dans la trahison par un comte saxon [comte de Worcester] et ainsi de suite. » Pour la plupart des historiens, Worcester aurait agi en Irlande selon le vœu de la reine Élisabeth car Desmond avait critiqué son mariage avec Édouard IV et conseillé un divorce. Pour d'autres, il semblerait que les ancêtres de Tiptoft auraient des droits sur les manoirs d'Inchiquin et Youghal, indiquant que Tiptoft agit pour lui-même pour prétendre une réclamation, une fois Desmond exécuté. On présente aussi Tiptoft comme l'instrument d'Édouard IV pour reconsolider l'influence anglaise dans le gouvernement de la Pale. Quoi qu'il en soit, lorsqu'on annonce à Édouard l'exécution de Desmond, le roi en est très contrarié.

## Après sa mort
L'exécution de Desmond provoque une réaction sans précédent. Une rumeur encore plus terrifiante circule au sujet de Tiptoft : il aurait également mis à mort deux des fils du comte. Les fils aînés de Desmond, en compagnie de leur oncle, Gerald, seigneur de Decies, prennent les armes et lèvent une armée afin de venger l'assassinat de leur père. Le témoignage des Annales du Royaume d'Irlande est sans équivoque : « Une grande destruction a été causée par Garrett [Gerald, baron de Decies], le fils du [6e] comte de Desmond, dans le Munster et le Leinster, pour se venger de [la mort] Thomas, le comte. » Le comte de Kildare plaide sa cause en personne devant le roi Édouard IV, ce dernier promet par lettres aux rebelles tout pardon et immunité s'ils renoncent à leur désir de vengeance et déposent les armes. Édouard annule la proscription du défunt Desmond et confirme l'adhésion de l'héritier de Desmond. Dans une tentative de réconciliation avec James, Édouard IV lui accorde le Palatinat du Kerry, les privilèges de la ville et le château de Dungarvan. Le roi offre à James ainsi qu'à ses héritiers l'extraordinaire privilège de comparaître en personne, ou non, devant le Parlement d'Irlande et d'envoyer un représentant à sa place. Néanmoins, le nouveau comte de Desmond ressent une méfiance particulièrement intense à l'égard de la couronne. Alors que les Annales du Royaume d'Irlande disent que son corps a été convoyé jusqu'à Tralee, Desmond est en premier lieu enseveli à l'église Saint-Pierre à Drogheda. Sa tête est plantée sur une pique et menée jusqu'au château de Dublin. Sa dépouille est transférée à l'église du Christ, à Dublin, à la demande d'Henry Sidney.
L'absence de châtiment envers Tiptoft constitue une décision particulièrement impopulaire en Irlande ; néanmoins, l'annonce de son exécution durant la restauration d'Henri VI sur le trône en Angleterre, le 18 octobre 1470, par Richard Neville, comte de Warwick, contente l'Irlande : « Le comte de Warwick et le duc de Clarence ont coupé en quartier l'épave de la malédiction des hommes d'Irlande [le comte de Worcester] à savoir le Justicier saxon. » Quatorze ans plus tard, à la suite de son avènement au trône, le roi Richard III tente de rallier James, 8e comte de Desmond, à sa cause ; il lui envoie une lettre de conciliation, datant du 29 septembre 1484. Son messager, Thomas Barrett, évêque d'Annaghdown, livre au comte un collier de livrée de roses et de soleils, avec un pendentif à l'effigie du Sanglier blanc ainsi que des parures de vêtements dont une « longue robe de drap d'or, doublé de satin ou de damas, deux doublets, l'un de velours, et un autre de satin cramoisi, trois chemises et fichus, trois pourpoints, trois paires de chausses - l'une écarlate, un violet, et le troisième noir, trois bonnets, deux chapeaux et deux pèlerines de velours ». Dans ladite missive, le roi Richard encourage le comte à poursuivre par le biais de la loi ceux qui ont œuvré à la mort de son père, ces derniers ayant selon lui aussi comploté à l'exécution de son frère, Georges de Clarence, en 1478. En outre, déterminé à contrecarrer les plans de mariage d'Henri Tudor avec sa nièce Élisabeth d'York, Richard s'engage à procurer au comte une épouse convenable en Angleterre, à la condition qu'il renonce à l'habit et aux coutumes irlandaises. Malgré ces flatteries, le comte augmente ses alliances irlandaises, et conserve ses habitudes irlandaises. Le roi Richard III envisage alors le duc portugais Manuel de Beja comme époux pour sa nièce.

## Mariage et descendance
Probablement sans dispense papale, Thomas FitzGerald épouse Alice [Ellice] de Barry, fille de William de Barry, 8e baron Barry, et d'Ellen Roche. Ils ont pour ancêtres communs Gerald FitzGerald, 3e comte de Desmond, et son épouse Eleanor Butler. La plupart des généalogies confirme la date de leur mariage au 22 août 1455,, sûrement date à laquelle ils ont obtenu la dispense papale. Selon le contrat de mariage, établi entre 1456 et 1460 par William de Barry, les manoirs et les propriétés de Conna, Cooldurragh, Ballytrasna et Mocollop constituent la dote d'Ellice. Le transfert des biens est reconfirmé en 1466, concluant de façon définitive l'accord de paix entre les Barry et les FitzGerald qui datait de 1356. Dès que le mariage est considéré comme légal, James FitzGerald, 6e comte de Desmond, investit le château de Mocollop, y entreprend de grands réaménagements et y meurt finalement vers 1462.
Par sa femme, Thomas FitzGerald a neuf enfants, dont sept fils et deux filles. À l'exception de deux de ses garçons morts assassinés par le comte de Worcester en 1468, tous ses autres enfants ont survécu jusqu'à l'âge adulte :
- James FitzGerald (v. 1449 - 1487), 8e comte de Desmond, probablement assassiné par son frère John ;
- Maurice FitzGerald (v. 1450 - 1520), 9e comte de Desmond ;
- Catherine Fitzgerald (v. 1452 - 1506), qui épouse Finghin MacCarthy Reagh ;
- Thomas FitzGerald (v. 1454 - 1534), 11e comte de Desmond ;
- Garçon non nommé (v. 1456 - 1468)[34], assassiné par Worcester ;
- Garçon non nommé (v. 1458 - 1468)[34], assassiné par Worcester ;
- John FitzGerald (v. 1460 - 1536), de facto 12e comte de Desmond, dont la lignée mâle s'éteint en 1632 ;
- Ellen FitzGerald (v. 1462 - ?), qui épouse Tagd O’Brien de Killaloe ;
- Gerald Oge Fitzgerald (v. 1464 - ?), dont la lignée mâle s'éteint en 1743.